# Chrysodeixis includens
Espèce
Synonymes
- Phalaena oo Stoll, 1782[2]
- Plusia binotula Herrich-Schäffer, 1868[2]
- Plusia culta Lintner, 1885[2]
- Plusia dyaus Grote, 1875[2]
- Plusia hamifera Walker, 1858[2]
- Plusia includens Walker, 1858[2]
- Plusia pertusa Möschler, 1880[2]
- Pseudoplusia includens Walker, 1858[2]

Chrysodeixis includens est une espèce de lépidoptères (papillons) de la famille des Noctuidae.

## Systématique
L'espèce Chrysodeixis includens a été décrite pour la première fois en 1858 par l'entomologiste britannique Francis Walker (1809-1874) sous le protonyme de Plusia includens.

## Distribution
Amérique.

## Publication originale
- (en) Francis Walker, List of the specimens of lepidopterous insects in the collection of the British Museum : Part XII. - Noctuidae, t. 12, Londres, 1857 (lire en ligne), p. 914-915.